# El Rodeo, Tepeojuma
El Rodeo är en ort i Mexiko.   Den ligger i kommunen Tepeojuma och delstaten Puebla, i den sydöstra delen av landet, 100 km sydost om huvudstaden Mexico City. El Rodeo ligger 1 483 meter över havet och antalet invånare är 238.
Terrängen runt El Rodeo är platt västerut, men österut är den kuperad. Runt El Rodeo är det ganska tätbefolkat, med 104 invånare per kvadratkilometer. Närmaste större samhälle är Izúcar de Matamoros, 13,5 km söder om El Rodeo. Omgivningarna runt El Rodeo är en mosaik av jordbruksmark och naturlig växtlighet.